# Іня (річка, впадає в Охотське море)
І́ня (рос. Иня) — річка в Охотському районі Хабаровського краю Російської Федерації. Довжина 330 км, площа басейну 19700 км².
Бере початок на північно-східному краю хребта Сунтар-Хаята з озера Хел-Дегі. При впадінні в Охотське море розбивається на рукави. Живлення снігове та дощове. Весняна повінь, влітку дощові паводки. Замерзає в кінці жовтня — на початку листопада, розкривається у травні. Найбільша притока — Нілгиси (права). У гирлі населений пункт Нова Іня.